# Округ Јорк (Небраска)
Округ Јорк (енгл. York County) је округ у америчкој савезној држави Небраска.

## Демографија
По попису из 2010. године број становника је 13.665, што је 933 (-6,4%) становника мање него 2000. године.
| Група             | 2000.          | 2010.          |
| Белци             | 14.053 (96,3%) | 12.725 (93,1%) |
| Афроамериканци    | 140 (1,0%)     | 158 (1,2%)     |
| Азијати           | 71 (0,5%)      | 60 (0,4%)      |
| Хиспаноамериканци | 205 (1,4%)     | 555 (4,1%)     |
| Укупно            | 14.598         | 13.665         |